# ماه و پلنگ
ماه و پلنگ یک مجموعهٔ تلویزیونی ایرانی به کارگردانی احمد امینی، نویسندگی سعید مطلبی و تهیه‌کنندگی آرمان زرین‌کوب است که از ۱۵ آبان تا ۱ دی ۱۳۹۵ از شبکه سه پخش شد.

## خلاصه داستان
در خلاصه داستان این سریال این‌چنین آمده است: «دزد برای هر خانه راه ورودی می‌یابد و شیطان در هر دل بهانه‌ای برای حضور. حاج صنعان نعیمی باور داشت که ۶۰ سال درِ دل را بر روی شیطان بسته نگاه داشته است و باور داشت این بسته بودن دل تا زمان مرگ ادامه می‌یابد تا اینکه…»

## بازیگران
بازیگران زیر در این سریال نقش‌آفرینی کرده‌اند:
- داریوش ارجمند در نقش حاج صنعان نعیمی (پدر سهیل)
- شاهرخ استخری در نقش محسن شفیعی (وکیل سهیل، همسر سابق ملکا، همسر دوم کتایون)
- بیتا سحرخیز در نقش ملکا تولایی (وکیل، دوست کتایون و همسر سابق محسن)
- ویدا جوان در نقش کتایون نجاتی (دختر عموی فریدون، همسر محسن شفیعی، معشوقه فریدون)
- پوراندخت مهیمن در نقش همسر حاج صنعان و مادر سهیل
- علی شادمان در نقش سهیل نعیمی (پسر حاج صنعان)
- زهرا سعیدی در نقش اکرم (مادر ملکا، همسر مهرداد تولایی)
- آتنه فقیه‌نصیری در نقش دکتر کتایون
- فرهاد جم (همکار ملکا)
- شهروز ابراهیمی
- فرشید نوابی
- امیرمحمد زند در نقش فریدون نجاتی (پسرعموی کتایون، عاشق کتایون)
- صدرالدین شجره
- پرویز سیرتی
- شیوا خنیاگر در نقش مادر کتایون
- احسان امانی در نقش پدر محسن
- شهین تسلیمی
- مجید جعفری
- مریم کاظمی
- سعید داخ
- علیرضا استادی
- عطا عمرانی
- مسعود انتظاری
- علی سلیمانی
- حسین فلاح افشار
- لیلی فرهادپور
- ماریه تهرانچی
- مجید نوروزی در نقش سیامک (دوست سهیل)
- خسرو خان محمدی
- محمدرضا نوروز
- مینا دلشاد
- نازنین مهیمنی
- لیلا عزیزی
- حمید عرب سرخی
- پاوان افسر
- جهانگیر اژدری
- شهرام پور ولی
- نسرین صالح آبادی
- رضا شهابی
- علیرضا شهسواری
- داریوش اشرفی
- رضا شریف
- علی ولیانی

## موسیقی
تیتراژ پایانی با نام «ماه و پلنگ» به خوانندگی فریدون بیگدلی، آهنگسازی پویان اعتصامی و ترانه‌سرایی مهدی میرزایی تولید و پخش شد.

## جوایز و نامزدها
| ۱۳۹۵ | سین مثل سریال |                         |               |          |
| ۱۳۹۵ | سین مثل سریال | بهترین مجموعه تلویزیونی | ماه و پلنگ    | نامزدشده |
| ۱۳۹۵ | سین مثل سریال | بهترین بازیگر مرد       | داریوش ارجمند | نامزدشده |
| ۱۳۹۵ | سین مثل سریال | بهترین بازیگر زن        | بیتا سحرخیز   | نامزدشده |